# Isle of Hope
Isle of Hope é uma Região censo-designada localizada no estado americano de Geórgia, no Condado de Chatham.

## Demografia
Segundo o censo americano de 2000, a sua população era de 2605 habitantes.

## Geografia
De acordo com o United States Census Bureau tem uma área de 5,4 km², dos quais 4,9 km² cobertos por terra e 0,5 km² cobertos por água. Isle of Hope localiza-se a aproximadamente 6 m acima do nível do mar.

## Localidades na vizinhança
O diagrama seguinte representa as localidades num raio de 8 km ao redor de Isle of Hope.